# Úboč
Úboč (německy Aubotschen, dříve Aubotsch) je obec v okrese Domažlice v Plzeňském kraji. Žije v ní 155 obyvatel.

## Historie
První písemná zmínka o Úboči pochází z roku 1251, kdy ve vesnici sídlil Jiří z Úboče. První zmínka o panském sídle je z roku 1316, kdy na tvrzi sídlil Vitl z Úboče. Ve 14. století se zde připomínají dvě samostatné plebanie – Dolní a Horní Úboč s vlastními kostely (opevněným kostelem svatého Václava v Horní Úboči a kostelem svatého Mikuláše v Dolní Úboči). Později obě plebanie splynuly v jednu. Po reformaci zůstala pouze fara v Dolní Úboči, k ní do roku 1700 filiální fara Stanětice. Kostel svatého Václava v Horní Úboči byl zrušen výnosem Josefa II. a zbořen roku 1791. Zdivo bylo použito na výstavbu špýcharu. Matriky jsou vedeny od roku 1690. Posledními vlastníky byli Černínové z Chudenic.
Počátkem roku 2012 zde žilo 112 obyvatel, stejně jako v roce 2006.

## Obyvatelstvo
| Rok            | 1869 | 1880 | 1890 | 1900 | 1910 | 1921 | 1930 | 1950 | 1961 | 1970 | 1980 | 1991 | 2001 | 2011 | 2021 |
| -------------- | ---- | ---- | ---- | ---- | ---- | ---- | ---- | ---- | ---- | ---- | ---- | ---- | ---- | ---- | ---- |
| Počet obyvatel | 488  | 452  | 436  | 399  | 407  | 385  | 375  | 215  | 210  | 174  | 152  | 132  | 111  | 99   | 132  |
| Počet domů     | 71   | 72   | 73   | 73   | 71   | 71   | 77   | 79   | 59   | 55   | 46   | 58   | 58   | 62   | 68   |

## Obecní správa
Mezi lety 1850–1979 byla Úboč obcí v okrese Domažlice. Od 1. července 1979 do 23. listopadu 1990 patřila jako část městyse ke Kolovči a od 24. listopadu 1990 je opět samostatnou obcí. V letech 1960–1979 k obci patřil Úlíkov.

### Obecní symboly
Znak a vlajka byly obci uděleny rozhodnutím předsedy Poslanecké sněmovny Parlamentu České republiky dne 6. ledna 2021.

## Pamětihodnosti
- Kostel svatého Mikuláše na návsi je gotický a je připomínán ve 13. století – z této doby se zachovalo zdivo lodi a spodní část věže. Presbytář a sakristie, dílo stejné huti jako kostel v Loučimě, se časově řadí nejdříve k polovině 14. století. V roce 1763 byla sklenuta kaple a loď, roku 1852 došlo k úpravě kostela. Barokní úprava a přístavba kaple s oratoří proběhla v roce 1763. Horní patro věže je z roku 1852.
- Ve farní zahradě se dochovaly pozůstatky úbočské tvrze založené na přelomu 13. a 14. století. Po připojení Úboče k panství Nového Herštejna v polovině 14. století tvrz zanikla.[4]
- Roubené stavení čp. 4.
- Usedlost čp. 33 včetně patrového zděného špýcharu s polokruhově zaklenutým vstupem. Záklenek vstupu je vyzděn z cihel nízkého formátu. Gotické detaily přenesené ze zbořeného kostela svatého Václava nezjištěny.